# Matterhorn Glacier
Matterhorn Glacier är en glaciär i Antarktis. Den ligger i Östantarktis. Nya Zeeland gör anspråk på området. Matterhorn Glacier ligger 838 meter över havet.
Terrängen runt Matterhorn Glacier är bergig åt sydost, men åt nordväst är den kuperad. Trakten är obefolkad. Det finns inga samhällen i närheten. 